# Copa de Francia de Fútbol 2009-10
La Copa de Francia fue la edición número 93, organizada por la Federación de Fútbol Francesa, en ella participan todos los clubes de Francia, inclusos clubes de "provincias" o divisiones menores. La final se celebró el 1 de mayo de 2010 en el Stade de France. El campeón fue París Saint-Germain Football Club logrando su octavo título. 
El ganador de la Copa de Francia clasificó a la ronda clasificatoria de la UEFA Europa League 2010-11.